# Irina Iwanowna Tarassowa
Irina Iwanowna Tarassowa (russisch Ирина Ивановна Тарасова, engl. Transkription Irina Ivanovna Tarasova; * 15. April 1987 in Kowrow) ist eine russische Kugelstoßerin.

## Erfolge
Tarassowa wurde bei den Jugendweltmeisterschaften 2003 in Sherbrooke und bei den Juniorenweltmeisterschaften 2004 in Grosseto jeweils Fünfte im Kugelstoßen. Bei den Juniorenweltmeisterschaften 2006 in Peking gewann sie die Bronzemedaille. 2007 siegte Tarassowa bei den U23-Europameisterschaften in Debrecen sowie bei der Universiade in Bangkok. Bei den U23-Europameisterschaften 2009 in Kaunas wurde sie Zweite, bei den Halleneuropameisterschaften 2011 in Paris Achte. Bei den Hallenweltmeisterschaften 2012 in Istanbul belegte Tarassowa zunächst den achten Platz und rückte nach der Doping-Disqualifikation der Belarussin Nadseja Astaptschuk auf den siebten Rang vor. 2013 kam Tarassowa bei den Halleneuropameisterschaften in Göteborg zunächst auf den fünften Rang und rückte später wegen der nachträglichen Disqualifikation von Jewgenija Kolodko auf den vierten Platz vor.